# Pentalogia Cantrella
Pentalogia Cantrella (ang. pentalogy of Cantrell) – rzadki zespół wad wrodzonych, na który składa się zestaw malformacji:
- przepuklina pępowinowa (omphalocele)
- przednia przepuklina przeponowa
- szczelina mostka
- ektopia serca (ectopia cordis)
- wada serca: ubytek przegrody międzykomorowej albo uchyłek lewej komory[1].

Pentadę objawów opisał pierwszy Cantrell i wsp. w 1958 roku. Obecnie pentalogię Cantrella wiąże się z podobnymi zespołami wad wrodzonych w grupę schorzeń określanych łącznie jako zespół klatkowo-brzuszny (thoracoabdominal syndrome, THAS).